# Joseph Sylvester (Menthol)

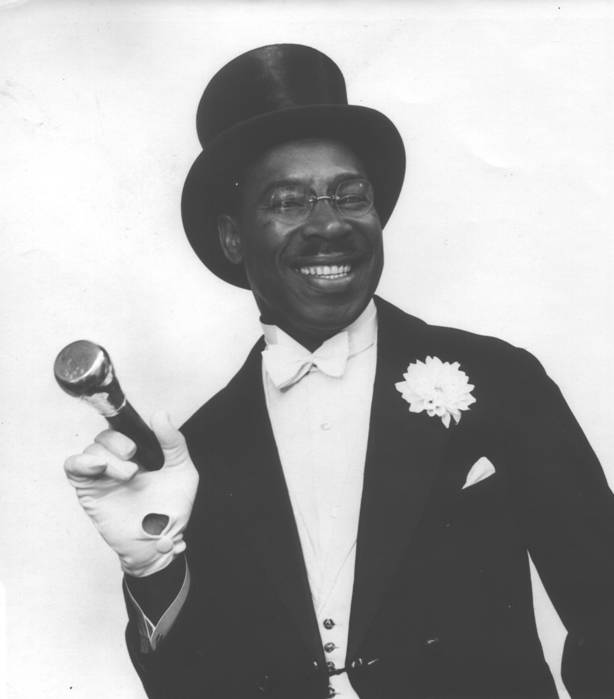
Joseph Sylvester

Joseph Sylvester (Saint Lucia, 10 augustus 1890 – Hengelo (Overijssel), 26 mei 1955) was een Hengelose zakenman uit de eerste helft van de vorige eeuw. Geboren op het Caraïbische eiland Saint Lucia kwam hij in de jaren twintig via Amerika en België in het Overijsselse Hengelo terecht, waar hij trouwde met de plaatselijke mannequin Anna Marie Borchert, bijgenaamd Roosje. Sylvester stond op de markt, waar hij onder zijn eigen merknaam uit Amerika geïmporteerde tandpasta aan de man bracht. Hier dankt hij zijn bijnaam Menthol aan. Later stapte hij over op de handel in konijnen en dierenhuiden.

## Levensloop

### Saint Lucia
Joseph Sylvester werd op 10 augustus 1890 op het Caraïbische eiland Saint Lucia geboren. Zijn vader Nelson Sylvester zou rond 1850 zijn geboren in de Amerikaanse staat Californië. Van zijn moeder Veronique Philomena is niet meer bekend dan dat zij vóór het jaar 1920 in Saint Lucia zou zijn overleden. In ieder geval had Joseph vier zussen (Philipsia, Philomea, Pheronica en Mary) en één broer (Nore). Op jonge leeftijd besloot Joseph Sylvester over de wereld te gaan zwerven en begin jaren twintig kwam hij vanuit Amerika in Europa terecht.

### Antwerpen
In 1920 kwam Sylvester aan in Antwerpen. Hier ontwikkelde hij zich tot handelsreiziger, waarbij hij zijn producten aan de man probeerde te brengen. Sylvester adverteerde met zijn eigen merk keelpastilles waarmee hij op de markt van Antwerpen stond. Uiteindelijk zou hij vijf jaar in Antwerpen verblijven.

### Hengelo
Als handelsreiziger in België bezocht Sylvester ook regelmatig Nederland. Op een van zijn reizen ontmoette hij Anna Marie "Roosje" Borchert uit Hengelo. Roosje Borchert werkte als mannequin bij een modehuis in Enschede en was volgens velen het mooiste meisje van de stad. De liefde tussen Joseph en Marie bloeide op en was het gesprek van de dag in Hengelo. Sylvester was als donkere man al een bezienswaardigheid en dat hij het aanlegde met een blanke vrouw was voor die tijd een sensatie. Iedereen in die tijd kende Sylvester vanwege zijn opvallende verschijning. Hij kleedde zich als een echte dandy, strak in een zwart pak, hoge hoed, witte handschoenen, slobkousen en onder zijn arm een wandelstok met grote zilveren knop.

#### Huwelijk
Joseph en Roosje kregen landelijke bekendheid toen zij op 27 september 1928 trouwden. Heel Hengelo liep uit om maar niets te missen van het huwelijk tussen black and white zoals het in de pers werd omschreven. De trouwpartij bracht zoveel publiek op de been dat winkels hun deuren sloten en de politie er aan te pas moest komen om de orde te handhaven. Het echtpaar vestigde zich aan de Brugstraat in Hengelo.

#### Menthol
In Hengelo stond Sylvester op de markt, waar vooral zijn Babajaba-tandpasta een groot succes bleek. Het natuurgeheim van het zwarte ras, zoals hij zijn product aanprees. Zijn theatrale verkooptechniek was voor veel inwoners een reden zijn kraam te bezoeken. Sylvester benutte zijn huidskleur op subtiele wijze. Zwarte mensen werden destijds geassocieerd met een prachtig wit gebit en dankzij zijn producten kreeg hij spoedig de bijnaam Menthol.

#### Konijnen
De economische crisis in de jaren dertig ging ook aan Sylvester niet voorbij. Zijn producten kreeg hij steeds moeilijker aan de man, ook al omdat de grote zeepfabrikanten zich op de tandpasta hadden gestort. Het besef groeide dat hij een nieuwe weg moest inslaan om het hoofd boven water te houden. Sylvester besloot zich geheel te gaan richten op de handel in dierenhuiden en het fokken van konijnen. Ook hier wist hij het publiek op een vermakelijke manier te bereiken. Legendarisch waren zijn advertenties waarin hij zijn Atoomsplits Torpedo Sneldek Rammen aanbood om konijnen van particulieren te laten bevruchten.

### Tweede Wereldoorlog
Kort na de Duitse inval in 1940 werd Joseph Sylvester opgepakt en enige tijd geïnterneerd in kamp Schoorl. Als Saint Luciaan had hij een Brits paspoort, wat hem tot vijandelijk onderdaan maakte. De bezetter verklaarde Sylvester uiteindelijk ongevaarlijk en liet hem verder met rust.

### Laatste jaren
De bevrijding gaf de danig ingezakte handel van Sylvester een nieuwe impuls. Samen met zijn vrouw runde hij de opnieuw florerende onderneming. Joseph slachtte en prepareerde de dieren en Roosje droeg zorg voor de financiële administratie. Later werd nog uitgebreid met de handel in oude metalen en oud papier. Op 26 mei 1955 overleed Joseph Sylvester op 64-jarige leeftijd in zijn woonplaats Hengelo na een kort ziekbed. Roosje zette de onderneming voort en overleed op 22 september 1976 in Hengelo.

## Herdenking/nalatenschap
- In 2009 zond RTV Oost een tv-special over Menthol uit.[2]
- In 2016 bracht het Overijsselse Theater Young Ones de muziektheaterproductie Menthol uit.[3]
- In september 2017 onthulde burgemeester Sander Schelberg een herinneringsbank in het centrum van Hengelo met daarop de beeltenis van Menthol en Roosje, gemaakt door de Arnhemse beeldend kunstenaar Carel Lanters.[4]

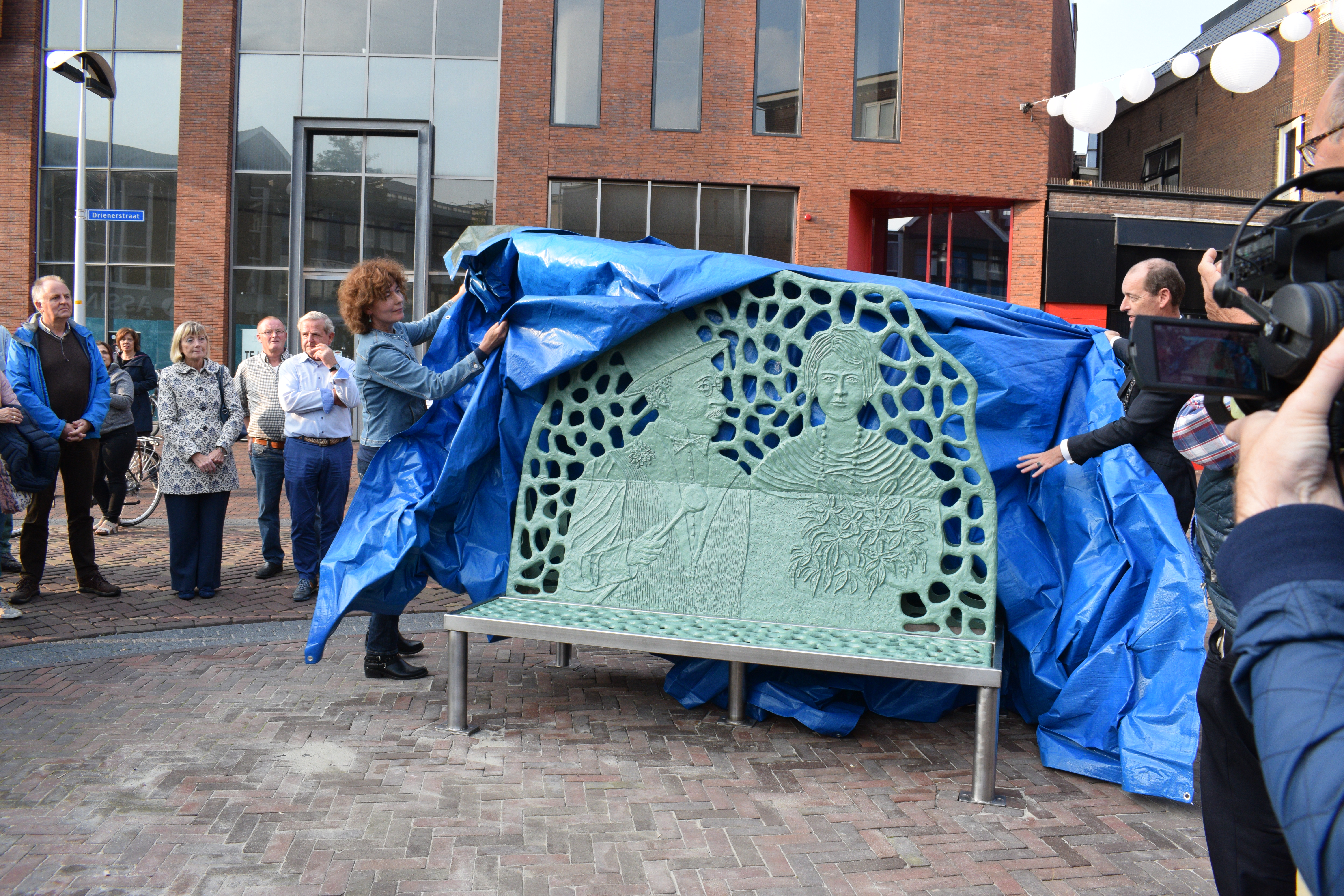
Het kunstwerk wordt onthuld.

- Het Museum Hengelo heeft een collectie over Menthol, met daarin onder andere de staf en hoed waar hij doorgaans mee liep.[5]
- Er zijn verscheidene publicaties over Menthol verschenen:
  - De eerste neger/ Rudie Kagie. - Amsterdam: Mets & Schilt, 2006 . - 284 p. : ill. . - Met lit.opg., reg. . - ISBN 90-533-0470-3
  - Acceptatie door confrontatie : het 'zwart-witte huwelijk' van Joseph Sylvester en Marie Borchert (1928-1955) / Marga Altena. - In: Tijdschrift voor Geschiedenis, vol. 121 (2008), afl. 1, pag. 22-39. - ISSN 0040-7518
  - Menthol / Frank Krake. – Hengelo: Uitgeverij Achtbaan, 2016. – 312 p. : ill. – Met lit.opg. – ISBN 978-90-824764-0-8